# Lijst van afleveringen van Ellen
Dit is een lijst met afleveringen van de Amerikaanse televisieserie Ellen. De serie telt 5 seizoenen. Een overzicht van alle afleveringen is hieronder te vinden.

## Seizoen 1
| Nr. | Titel Aflevering              | Uitzenddatum VS  |
| --- | ----------------------------- | ---------------- |
| 1   | Pilot                         | 29 maart 1994    |
| 2   | The Anchor                    | 30 maart 1994    |
| 3   | A Kiss Is Still a Kiss        | 6 april 1994     |
| 4   | The Class Reunion             | 13 april 1994    |
| 5   | The Promotion                 | 20 april 1994    |
| 6   | The Hand That Robs the Cradle | 27 april 1994    |
| 7   | The Go-Between                | 4 mei 1994       |
| 8   | The Houseguest                | 24 mei 1994      |
| 9   | The Refrigerator              | 9 augustus 1994  |
| 10  | The Soft Touch                | 23 augustus 1994 |
| 11  | The Boyfriend Stealer         | 30 augustus 1994 |

## Seizoen 2
| Nr. | Titel Aflevering        | Uitzenddatum VS   |
| --- | ----------------------- | ----------------- |
| 1   | The Dentist             | 21 september 1994 |
| 2   | Saint Ellen             | 28 september 1994 |
| 3   | The Thirty-Minute Man   | 5 oktober 1994    |
| 4   | The Note                | 12 oktober 1994   |
| 5   | The Fix-Up              | 19 oktober 1994   |
| 6   | So Funny                | 26 oktober 1994   |
| 7   | The Toast               | 9 november 1994   |
| 8   | Adam's Birthday         | 16 november 1994  |
| 9   | The Trainer             | 23 november 1994  |
| 10  | Mrs. Koger              | 30 november 1994  |
| 11  | Ellen's New Friend      | 7 december 1994   |
| 12  | The Christmas Show      | 14 december 1994  |
| 13  | Ellen's Improvement     | 4 januari 1995    |
| 14  | The Apartment Hunt      | 11 januari 1995   |
| 15  | The Spa                 | 25 januari 1995   |
| 16  | Ballet Class            | 8 februari 1995   |
| 17  | Guns 'N Ellen           | 15 februari 1995  |
| 18  | The Sleep Clinic        | 22 februari 1995  |
| 19  | Gladiators              | 1 maart 1995      |
| 20  | $5,000                  | 22 maart 1995     |
| 21  | Three Strikes           | 29 maart 1995     |
| 22  | The Therapy Episode     | 3 mei 1995        |
| 23  | Thirty Kilo Man: Part 1 | 10 mei 1995       |
| 24  | Thirty Kilo Man: Part 2 | 17 mei 1995       |

## Seizoen 3
| Nr. | Titel Aflevering                    | Uitzenddatum VS   |
| --- | ----------------------------------- | ----------------- |
| 1   | Shake, Rattle and Rubble            | 13 september 1995 |
| 2   | These Successful Friends of Mine    | 20 september 1995 |
| 3   | The Shower Scene                    | 27 september 1995 |
| 4   | The Bridges of L.A. County          | 4 oktober 1995    |
| 5   | Hello, I Must Be Going              | 18 oktober 1995   |
| 6   | Trick or Treat - Who Cares?         | 1 november 1995   |
| 7   | She Ain't Friendly, She's My Mother | 8 november 1995   |
| 8   | Salad Days                          | 15 november 1995  |
| 9   | The Movie Show                      | 22 november 1995  |
| 10  | What's Up, Ex-Doc?                  | 29 november 1995  |
| 11  | Ellen's Choice                      | 6 december 1995   |
| 12  | Do You Fear What I Fear?            | 20 december 1995  |
| 13  | Horschak's Law                      | 3 januari 1996    |
| 14  | Morgan, P.I.                        | 10 januari 1996   |
| 15  | Oh, Sweet Rapture                   | 24 januari 1996   |
| 16  | Witness                             | 7 februari 1996   |
| 17  | Ellen: With Child                   | 14 februari 1996  |
| 18  | Lobster Diary                       | 21 februari 1996  |
| 19  | Two Ring Circus                     | 28 februari 1996  |
| 20  | A Penney Saved...                   | 13 maart 1996     |
| 21  | Too Hip for the Room                | 20 maart 1996     |
| 22  | Two Mammograms and a Wedding        | 3 april 1996      |
| 23  | Go Girlz                            | 1 mei 1996        |
| 24  | When the Vow Breaks: Part 1         | 8 mei 1996        |
| 25  | The Tape                            | 14 mei 1996       |
| 26  | When the Vow Breaks: Part 2         | 15 mei 1996       |
| 27  | The Mugging                         | 21 mei 1996       |

## Seizoen 4
| Nr. | Titel Aflevering                | Uitzenddatum VS   |
| --- | ------------------------------- | ----------------- |
| 1   | Give Me Equity or Give Me Death | 18 september 1996 |
| 2   | A Deer Head for Joe             | 25 september 1996 |
| 3   | Splitsville, Man                | 2 oktober 1996    |
| 4   | The Parent Trap                 | 16 oktober 1996   |
| 5   | Looking Out for Number One      | 23 oktober 1996   |
| 6   | The Bubble Gum Incident         | 30 oktober 1996   |
| 7   | Harold and Ellen                | 6 november 1996   |
| 8   | Not So Great Expectations       | 13 november 1996  |
| 9   | The Pregnancy Test              | 20 november 1996  |
| 10  | Kiss My Bum                     | 27 november 1996  |
| 11  | Bowl, Baby, Bowl                | 4 december 1996   |
| 12  | Fleas Navidad                   | 18 november 1996  |
| 13  | Alone Again... Naturally        | 8 januari 1997    |
| 14  | Joe's Kept Secret               | 15 januari 1997   |
| 15  | Makin' Whoopie                  | 22 januari 1997   |
| 16  | Ellen Unplugged                 | 5 februari 1997   |
| 17  | Ellen's Deaf Comedy Jam         | 12 februari 1997  |
| 18  | Hello, Dalai                    | 19 februari 1997  |
| 19  | Secrets & Ellen                 | 26 februari 1997  |
| 20  | Reversal of Misfortune          | 4 maart 1997      |
| 21  | The Clip Show Patient           | 8 april 1997      |
| 22  | The Puppy Episode: Part 1       | 30 april 1997     |
| 23  | The Puppy Episode: Part 2       | 30 april 1997     |
| 24  | Hello Muddah, Hello Faddah      | 7 mei 1997        |
| 25  | Moving On                       | 14 mei 1997       |

## Seizoen 5
| Nr. | Titel Aflevering                   | Uitzenddatum VS   |
| --- | ---------------------------------- | ----------------- |
| 1   | Guys or Dolls                      | 24 september 1997 |
| 2   | Social Climber                     | 1 oktober 1997    |
| 3   | Roommates                          | 8 oktober 1997    |
| 4   | Gay Yellow Pages                   | 15 oktober 1997   |
| 5   | Just Coffee?                       | 29 oktober 1997   |
| 6   | G.I. Ellen                         | 5 november 1997   |
| 7   | Public Display of Affection        | 12 november 1997  |
| 8   | Emma                               | 19 november 1997  |
| 9   | Like a Virgin                      | 26 november 1997  |
| 10  | All Ellen, All the Time            | 3 december 1997   |
| 11  | Break Up                           | 17 december 1997  |
| 12  | Womyn Fest                         | 7 januari 1998    |
| 13  | The Funeral                        | 14 januari 1998   |
| 14  | Escape from L.A.                   | 28 januari 1998   |
| 15  | Ellen in Focus                     | 11 februari 1998  |
| 16  | Neighbors                          | 18 februari 1998  |
| 17  | It's a Gay, Gay, Gay, Gay World!   | 25 februari 1998  |
| 18  | Hospital                           | 4 maart 1998      |
| 19  | Ellen: A Hollywood Tribute: Part 1 | 13 mei 1998       |
| 20  | Ellen: A Hollywood Tribute: Part 2 | 13 mei 1998       |
| 21  | When Ellen Talks, People Listen    | 15 juli 1998      |
| 22  | Vows                               | 22 juli 1998      |